# Памятник мира
Памятник мира (англ. Peace Monument, также Naval Monument или Civil War Sailors Monument) — памятник в Вашингтоне, США, находящийся у Капитолия на транспортной развязке Peace Circle.
Монумент общей высотой 44 фута (13,4 метра) из белого мрамора был установлен в 1877 году в память о гибели американских морских военнослужащих во время Гражданской войны в США. Является частью скульптурной группы из трёх составляющих частей, включая памятник Джеймсу Гарфилду и мемориал Улисса Гранта.

## История
Скульптором памятника является Франклин Симмонс, известный своими работами в штате Мэн. Памятник является его образцом неоклассической скульптуры. Первоначально монумент предназначался для Аннаполиса, штат Мэриленд, и был задуман адмиралом Дэвидом Диксоном Портером, командовавшим флотами канонерских лодок и транспортными войсками во время войны. Начиная с 1865 года он собирал средства от частных спонсоров и заказал памятник Симмонсу в 1871 году.
Скульптор вырезал фигуры из каррарского мрамора и работал непосредственно с адмиралом Портером над многими элементами дизайна памятника. Архитектурная часть памятника была сделана итальянскими братьями Бонанни (Bonanni) из Каррары под руководством Симмонса. В 1876 году мраморная часть монумента была отправлена в Вашингтон, где в 1877 году была установлена на основание из голубого гранита (автор — архитектор Эвард Кларк — член федерального агентства Правительства США, отвечающего за обслуживание Капитолийского комплекса), доставленного из штата Мэн. Последние элементы этого монумента были установлены в январе 1878 года. Памятник входит в Национальный реестр исторических мест США.

## Описание

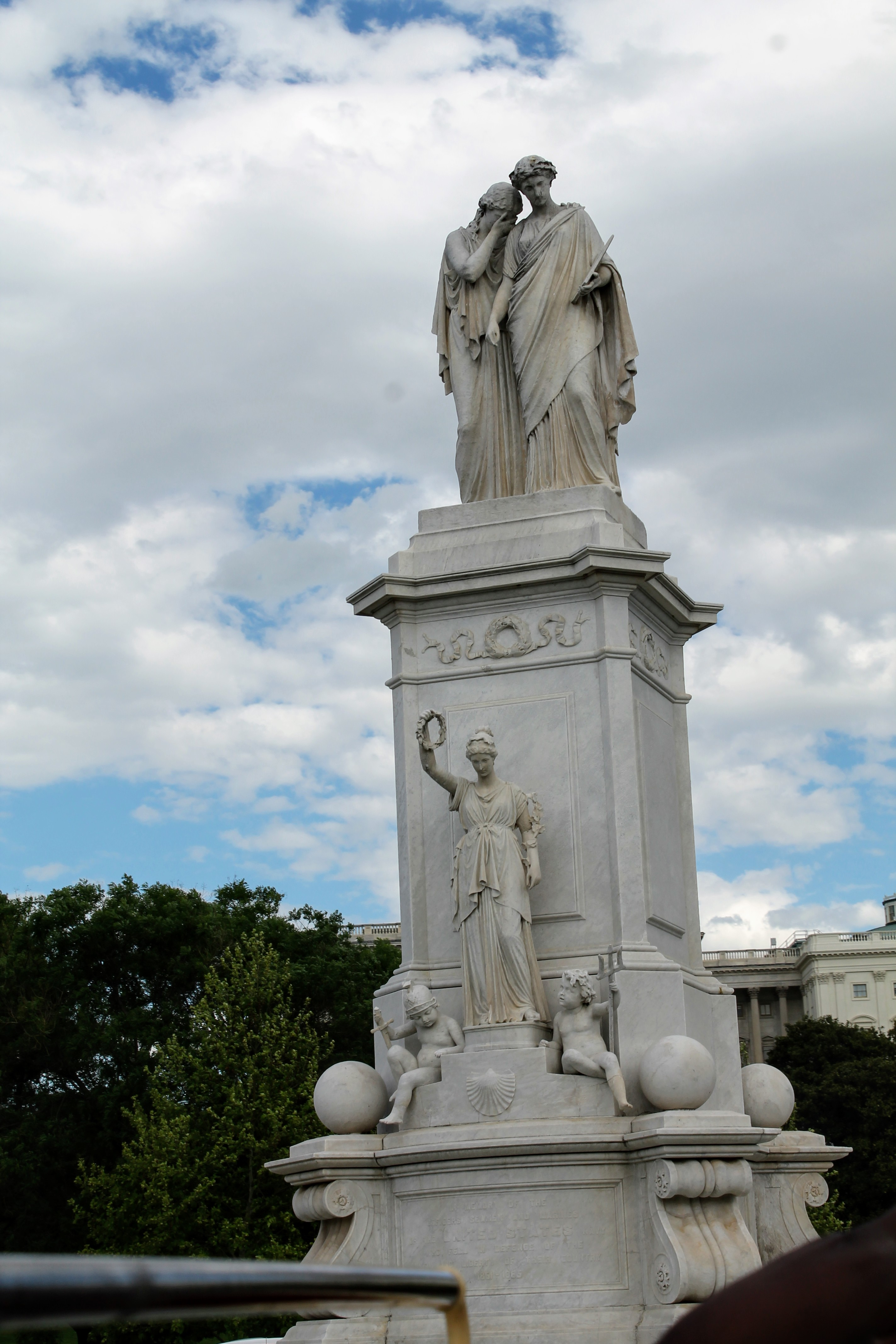
Фигуры монумента

На вершине памятника стоят две классические женские фигуры — Горе и История, обращенные на запад. Прикрытое трауром лицо Горя лежит на плече Истории и плачет. История держит в руках стилус и планшет с надписью на нём «They died that their country might live» («Они умерли, чтобы их страна могла жить»). Ниже двух этих фигур на отдельном постаменте находится другая классическая женская фигура в натуральную величину, представляющая Победу, которая держит в поднятой руке венок из лавра и ветви дуба, символизирующую силу. По обеим сторонам её ног находятся два младенца: Марс — бог войны и Нептун — бог моря. По углам постамента расположены четыре массивных мраморных шара. Вся композиция окружена водной поверхность, в которую бьют фонтаны.
Памятная надпись гласит: «In memory of the officers, seamen and marines of the United States Navy who fell in defense of the Union and liberty of their country, 1861—1865» («В память офицеров, моряков и морских пехотинцев ВМС США, которые пали в защиту Союза и за свободу своей страны, 1861—1865»).